# Adam Woźniak
Adam Woźniak  (* 18. Januar 2002 in Łódź) ist ein polnischer Straßen- und Bahnradsportler.

## Sportlicher Werdegang
2020 wurde Adam Woźniak Vize-Europameister der Junioren im Ausscheidungsfahren. 2022 sowie 2023 errang er insgesamt vier nationale Titel auf der Bahn.
2022 wurde Woźniak Dritter der polnischen U23-Zeitfahrenmeisterschaft, im Jahr darauf belegte er Rang vier. 2024 belegte er in der Gesamtwertung des Ausscheidungsfahren des Nations’ Cup Platz sechs.

## Erfolge

### Bahn
2020
- Junioren-Europameisterschaft – Ausscheidungsfahren

2022
- Polnischer Meister – Omnium, Mannschaftsverfolgung (mit Jakub Soszka, Kacper Majewski, Damian Sławek und Radoslaw Lewandowski)

2023
- Polnischer Meister – Ausscheidungsfahren, Einerverfolgung